# قرة تشال
قرة تشال هي قرية في مقاطعة ملكان، إيران. عدد سكان هذه القرية هو 2,234 في سنة 2006.